# Sabrina Schnedl
Sabrina Schnedl (* 15. Januar 1992) ist eine österreichische Biathletin.
Sabrina Schnedl bestritt ihre ersten internationalen Rennen bei den Juniorenweltmeisterschaften 2010 in Torsby und wurde 52. des Einzels, 66. des Sprints und mit Katharina Innerhofer und Magdalena Millinger 12. des Staffelrennens. 2012 bestritt sie ihre ersten Rennen im IBU-Cup der Frauen. In Forni Avoltri wurde sie 69. eines Einzels, in Haute-Maurienne verpasste sie als 62. des Verfolgungsrennen und wurde an der Seite von Christina Rieder, Fabienne Hartweger und Katharina Innerhofer Zehnte eines Staffelrennens.
Ihre bislang größten Erfolge erreichte Schnedl bislang auf nationaler Ebene. Bei den Österreichischen Meisterschaften 2009 gewann sie mit Christina Rieder und Nina Gruber als Vertretung des Bundeslandes Salzburg den Titel. 2013 holte sie mit Innerhofer und Rieder die Bronzemedaille.